# Моріс Джозеф Лубрано
Моріс Джозеф Лубрано (Morris Joseph Lubrano) — мальтійський дипломат. Надзвичайний і Повноважний посол Мальти в СРСР, в РФ та в Україні за сумісництвом.

## Життєпис
З 1980 по 1987 рр. — Надзвичайний і Повноважний Посол Мальти в Триполі, Лівія.
З 16 липня 1981 по 1987 рр. — Надзвичайний і Повноважний Посол Мальти в Народній Республіці Болгарії за сумісництвом.
У 1987—1991 рр. — Надзвичайний і Повноважний Посол Мальти в СРСР. 17 листопада 1987 року вручив вірчі грамоти Першому заступнику голови президії Верховного Ради СРСР Петру Демичеву
З 1991 року — Надзвичайний і Повноважний Посол Мальти в РФ.
5 березня 1992 року разом із Миколою Макаревичем підписав протокол про встановлення дипломатичних відносин між Мальтою та Україною.
З 1992 року — Надзвичайний і Повноважний Посол Мальти в Україні за сумісництвом. Вручив вірчі грамоти президенту України Леоніду Кравчуку